# 新疆木乃伊

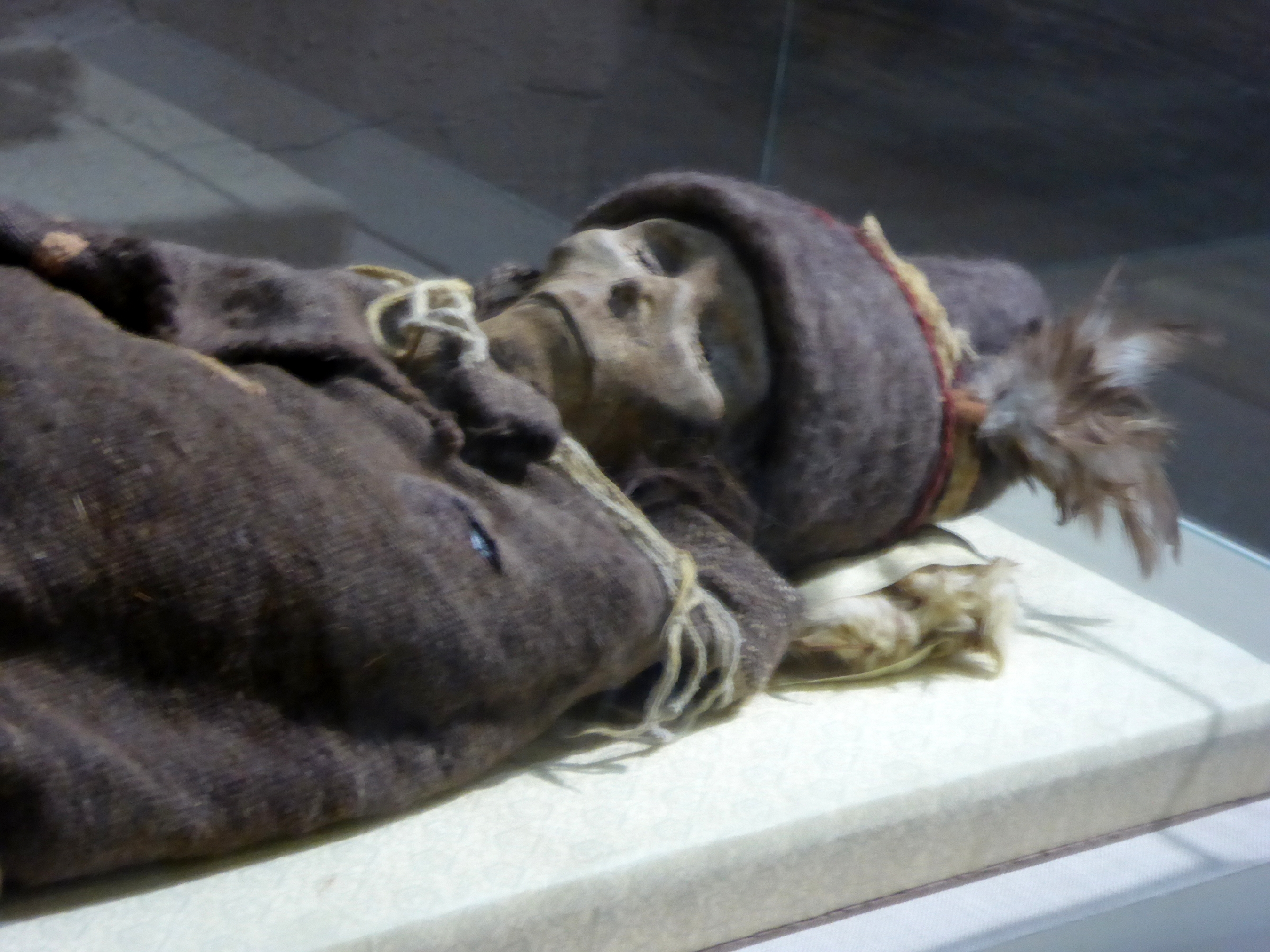
新疆博物馆展出的木乃伊

新疆木乃伊又稱塔里木木乃伊、新疆干尸，是在今中华人民共和国新疆维吾尔自治区塔里木盆地发现的一系列公元前2100年至公元1700年年間的木乃伊。
由于地處干燥的塔克拉瑪干沙漠，许多木乃伊經风干後，其毛发、脸部、皮肤等都保存了下來。新疆木乃伊与埃及木乃伊不同的是，他们不是统治者也不是贵族。这些木乃伊下葬時身穿皮制大衣或者色彩斑斓的毛料。女人的服饰都有长花边点缀，男人大部分是棕色头发或金发。陪葬品中有陶缸、骨头针、钩子、木梳以及面包和其他食物。新疆發現的木乃伊有小河公主、樓蘭美女、且末男屍。梅维恒的研究团队認為，这些木乃伊屬於高加索人種，他們可能会讲印欧语系的語言。

## 考古歷史
20世纪初，斯文·赫定、阿尔伯特·冯·勒柯克和马尔克·奥莱尔·斯坦因等欧洲探险家前往中亚寻找古物時在當地發現了干尸。 
人們在焉不拉克古墓群內發現了29具公元前1100年至公元前500年年間的木乃伊，其中21具木乃伊屬於蒙古人種，8具屬於高加索人種。 

## 遗传研究

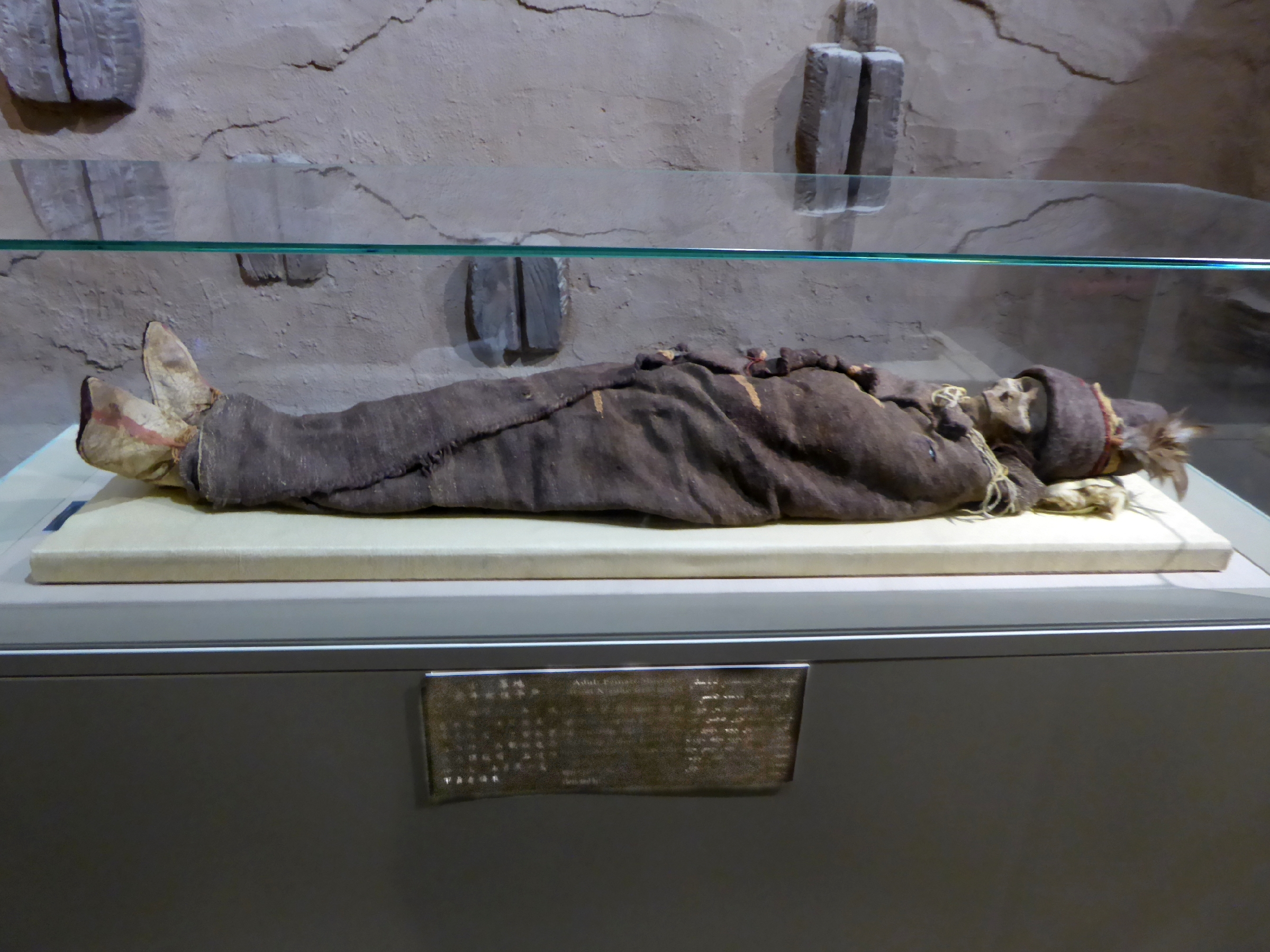
新疆维吾尔自治区博物馆

1995年，梅维恒表示年代較早的新疆木乃伊基本上是高加索人或欧洲人，大约3000年前，來自东亚的移民來到塔里木盆地东部，而回鶻人大约在842年來到當地。
2007年，中国政府允许由斯宾塞·韦尔斯领导的國家地理學會小组提取新疆木乃伊的DNA。科学家们根據提取的DNA推斷出公元前2000年到公元前300年期間塔里木盆地一直有人居住，初步结果表明，早期居住在塔里木盆地的人来自欧洲、美索不达米亚、印度河流域等多個地区。 
2009年至2015年间，研究者对小河墓地中发现的92具木乃伊的Y染色體和线粒体DNA進行分析。研究者認為，小河墓地木乃伊的母系起源于东亚和西欧亚大陆，而父系起源于西欧亚大陆。 
围绕这些木乃伊的遗传学研究也引发了政治争议。維吾爾民族主義者将这些木乃伊视作其祖先。中华人民共和国政府则反对这一观点，并对有关研究持消极态度。